# Edraianthus pumilio
Edraianthus pumilio är en klockväxtart som först beskrevs av Franz von Portenschlag-Ledermayer och Schult., och fick sitt nu gällande namn av A.Dc. Edraianthus pumilio ingår i släktet Edraianthus och familjen klockväxter. Inga underarter finns listade i Catalogue of Life.

## Bildgalleri

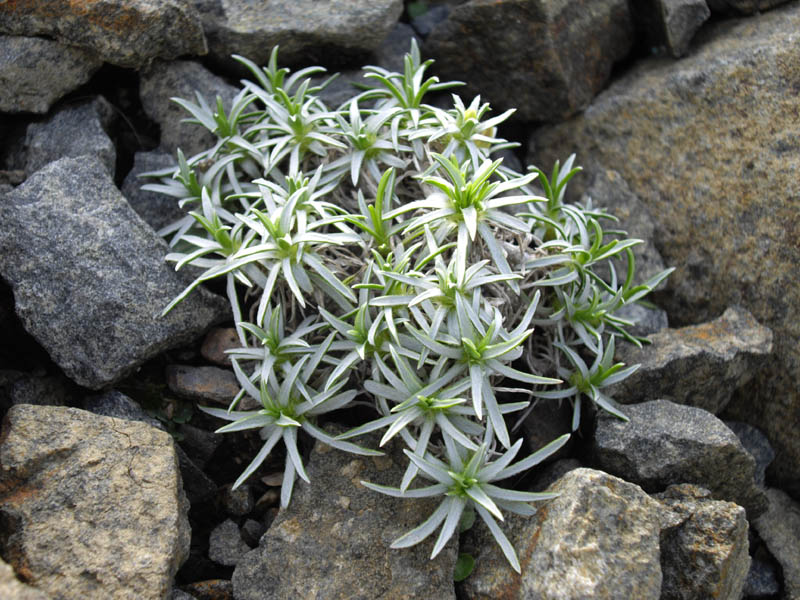